# Unsere Welt war eine schöne Lüge
Unsere Welt war eine schöne Lüge (Originaltitel: Imaginary Crimes) ist ein amerikanischer Film aus dem Jahr 1994. Regie führte Anthony Drazan. Der Film basiert auf einer autobiographischen Erzählung von Sheila Ballantyne.

## Handlung
Indiana in den 1960er Jahren: Ray Weiler ist Witwer und Vater von zwei Töchtern, nämlich der zwölfjährigen Greta und der siebzehnjährigen Sonya. Der ehrgeizige, aber beruflich erfolglose Ray entwickelt sich zum Kleinkriminellen und vernachlässigt seine Familie. Seine älteste Tochter Sonya ist auf einer teuren Privatschule, in die sie auf den Wunsch ihrer verstorbenen Mutter geschickt wurde. Gefördert von ihrem Englischlehrer Mr. Webster beginnt sie, Geschichten zu schreiben. Sie emanzipiert sich zusehends von ihrem Vater und wird für ihre jüngere Schwester zur Ersatzmutter.

## Trivia
Bei dem Buch, das Sonya heimlich liest, handelt es sich um Lady Chatterley von D. H. Lawrence.

## Kritik
„Ohne übermäßige Gefühlsausbrüche zu bemühen, beschreibt der Film (teils in Rückblenden) die schwierige Emanzipation eines Kindes vom Vater. Getragen wird er von einem behutsamen Erzählrhythmus, einem feinen Gespür für die Psychologie der Figuren und von großartigen Darstellern bis in die Nebenrollen.“

Roger Ebert gab dem Film dreieinhalb von vier Sternen.